# Manuel Mato Vizoso
Manuel Mato Vizoso (Villalba (Lugo), 24 de diciembre de 1846 - 9 de febrero de 1909) fue un escritor e historiador gallego del siglo XIX. Fue un hombre polifacético, ya que su actividad abarcó la literatura, la pintura, la música y la arqueología. En 1875, se convirtió en secretario del Juzgado Municipal de Vilalba, cargo que desempeñó hasta su muerte, y que le dotó de gran utilidad para sus estudios sobre la historia de la comarca villalbesa.
En 1908, fundó la primera publicación que se conoce en Vilalba, "El Eco de Villalba", que dirigió hasta su muerte.
Además de cronista, fue miembro correspondiente de la Real Academia Galega.